# Olivia Austin
Olivia Austin (Seattle, Washington; 19 de agosto de 1986) es una actriz pornográfica y modelo erótica estadounidense.

## Biografía
Nacida en Seattle en agosto de 1986, en el seno de una familia con ascendencia checa y polaca, desde su juventud ha vivido en Arizona y en Las Vegas, donde comenzó a trabajar como camarera. Fue en esta etapa cuando tomó clases de gimnasia y baile, interesándose por trabajar en clubs de bailes y de estriptis, trabajando durante un tiempo como estríper.
Tras abandonar su carrera como enfermera, decidió dedicarse al modelaje erótico, realizando algunas sesiones fotográficas que envió a distintas agencias, como a la empresa OC Modeling, que se interesó por sus servicios, consiguiéndole sus primeras pruebas y cástines. Debutó como actriz pornográfica el 6 de diciembre de 2014, a los 28 años de edad. Su primera escena fue una de sexo POV para Peter North Films.
Como actriz, ha trabajado para productoras como 3rd Degree, Pure Play Media, Elegant Angel, Evil Angel, Digital Playground, Hustler, Girlfriends Films, Bangbros, Brazzers, Wicked Pictures, Naughty America, Twistys, Reality Kings o New Sensations.
En 2015 grabó su primera escena de sexo interracial en la película Lex's Breast Fest 6.
Ha aparecido en más de 400 películas como actriz.
Otras películas suyas son A Mother's Love 6, Big Boob Orgy 6, Career Sluts 2, Dirty Blondes, Future Angels, I Don't Care If You Are Sore Let's Fuck Some More, Kendra Lust's Big Ass Army, Massive Boobs 3, New Girl In Town 21, POV Jugg Fuckers 7 o Strip Poker Orgy.

## Premios y nominaciones
| Año  | Ceremonia             | Resultado | Premio                           | Trabajo     |
| ---- | --------------------- | --------- | -------------------------------- | ----------- |
| 2015 | Nightmoves            | Nominada  | Best New Starlet                 | —           |
| 2015 | Nightmoves Fan Awards | Nominada  | Best New Starlet                 | —           |
| 2016 | Premios AVN           | Nominada  | Premio fan: Mejores pechos       | —           |
| 2018 | Spank Bank Awards     | Nominada  | Boobalicious Babe of the Year    | —           |
| 2018 | Spank Bank Awards     | Nominada  | Prettiest 'Whore Mouth'          | —           |
| 2019 | Premios AVN           | Nominada  | Mejor escena escandalosa de sexo | Car Jackerz |
| 2019 | Premios AVN           | Nominada  | Premio fan: MILF más caliente    | —           |
| 2019 | Spank Bank Awards     | Nominada  | Cuckold Queen of the Year        | —           |